# Cecilia Steiner
Cecilia Steiner (* 1989) ist eine Schweizer Schauspielerin.

## Leben
Steiner studierte Schauspiel an der Hochschule der Künste Bern sowie an der Ecole du Jeu Paris. 
Sie lebt in Zürich und Paris.

## Filmografie
- 2011: Flügge (Kurzfilm)
- 2012: Funken (Kurzfilm)
- 2013: Ziellos (Fernsehfilm)
- 2014: Suche nach Liebe (Kurzfilm)
- 2016: Aktenzeichen XY … ungelöst
- 2017: WaPo Bodensee (Fernsehserie, Folge Der Fremde)
- 2017: Seitentriebe (Fernsehserie)
- 2018: Tatort – Friss oder stirb
- 2018: Der Büezer
- 2023: Lubo

## Theater (Auswahl)
- 2011: A.N.D.Y. als The Girl am Theater Neumarkt Zürich (Regie: Stefan Müller)
- 2013: Seven Days of Ugliness als Angie bei Theaterspektakel Zürich (Regie: Manuela Trapp, Julia Kiesler, Kiri Haardt)
- 2014: Beneath the Neon als American Dream an Hochschule der Künste Bern (Projektleitung: Marcel Hohmann, Lea Wittig)
- 2015: Hiroshima Mon Amour als Riva am Cirque Diana Moreno Paris (Regie: Mariana Araoz)
- 2017: une seule grande case qui montevers le ciel am Theater Lyon (Regie: Vincent Bady)

## Auszeichnungen (Auswahl)
- 2020: Schweizer Filmpreis 2020 in der Kategorie Beste Nebenrolle für «Der Büezer»[1][2]